# Општина Малнаш (Ковасна)
Малнаш (рум. Malnaş) општина је у Румунији у округу Ковасна.
Oпштина се налази на надморској висини од 872 m.